# Péter Benedek
Péter Benedek (* 29. Juni 1889 in Uszód; † 25. Dezember 1984 in Budapest) war ein ungarischer Maler.

## Leben
Péter Benedek, dessen Vater Maurer- und Zimmermannsarbeiten im Ort ausführte, war Autodidakt. Schon als Kind begeisterte er sich für das Zeichnen, es ergab sich jedoch keine Möglichkeit einer künstlerischen Ausbildung. Als Erwachsener verdiente er seinen Lebensunterhalt zunächst als Landarbeiter. Zu dieser Zeit begann er, das alltägliche Leben der Landbevölkerung auf Öl-, Aquarell- und Pastellbildern festzuhalten. Sein Stil ist der realistischen und naiven Malerei zuzuordnen. Während des Ersten Weltkriegs arbeitete er in einem Rüstungsbetrieb in Budapest. Dort wurde der Schriftsteller und Kritiker Jenő Bálint auf ihn aufmerksam und wurde zu seinem Förderer. 1923 fand seine erste Einzelausstellung im Alkotás Művészház statt, die von den Kritikern positiv aufgenommen wurde. Es folgten weitere Ausstellungen in Budapest und Wien. Ab dem Ende der 1930er Jahre waren seine Bilder hauptsächlich auf Auktionsausstellungen zu sehen und er verschwand zunehmend aus der öffentlichen Wahrnehmung. Benedek zog daraufhin zunächst in seine Geburtsstadt Uszód, dann nach Kalocsa und lebte ab 1949 in Cegléd. In den 1960er Jahren wurden seine Werke wieder populärer und er wurde in den 1970er Jahren mit zwei Preisen ausgezeichnet. In seiner Heimatstadt wurde ein Gedenkhaus für ihn eingerichtet.
Benedeks Werke finden sich heute in Museen in Debrecen, Pécs, Cegléd und Kecskemét.

## Ausstellungen
- Alkotás Művészház Budapest, 1923
- Nemzeti Szalon Budapest, 1928, 1934, 1938
- Künstlerhaus Wien, 1929
- Műterem Budapest, 1929
- Kossuth Múzeum Cegléd, 1964, 1974, 1978
- Szent István Király Múzeum in Székesfehérvár, 1967
- Ungarische Nationalgalerie, 1972

## Auszeichnungen
- A Népművészet Mestere díj, 1970
- A Munka Érdemrend arany fokozata, 1974